# Mario Ferraris (Fußballspieler, 1885)
Mario Alessandro Pio Ferraris (* 13. Dezember 1885 in Turin; † 17. Juli 1959 in Rapallo) war ein italienischer Fußballspieler.

## Werdegang
Mario Ferraris war eines von 13 Kindern des Juristen Federico Ferraris und dessen Ehefrau Teresa Della Torre. Er hatte sieben Schwestern und fünf Brüder. Ferraris besuchte das Turiner Massimo-d’Azeglio-Gymnasium, in dem etwa zur selben Zeit auch die Gründer des späteren Fußballklubs Juventus Turin zur Schule gingen, und spielte im Umfeld des Vereins bereits zur Jahrhundertwende Fußball.
Seine erste offizielle Partie für Juve bestritt Mario Ferraris am 1. März 1903 in der Ausscheidungsrunde des Piemont zur Italienischen Fußballmeisterschaft 1903 gegen den FC Torinese, das man mit 5:0 gewann. Genau zwei Wochen später, in der Interregionalen Ausscheidung gegen die SG Andrea Doria erzielte Ferraris beim 7:1-Sieg im Turiner Velodromo Umberto I seine ersten beiden Treffer für Juventus. Er absolvierte auch das folgende Halbfinale gegen die AC Mailand (2:0) und stand am 13. April beim Finale auf dem genoveser Campo Sportivo di Ponte Carrega auf dem Platz, das die Juve mit 0:3 gegen den damaligen Serienmeister CFC Genua verlor. Auch 1904 bestritt Ferraris für Juventus alle vier Partien zur Italienische Meisterschaft – wiederum war am im Finale in Genua dem CFC unterlegen, diesmal mit 0:1. Das Endspiel am 27. März 1904 war seine letzte nachweisbare Partie für Juventus Turin.
Im Studienjahr 1907/08 schloss Mario Ferraris sein Ingenieurstudium am Politecnico di Torino ab. Von seinem weiteren Leben ist nichts bekannt.
Zwei seiner jüngeren Brüder – Alfredo (1890–1972) und Pio (1899–1957) – waren später ebenfalls Fußballspieler und u. a. für Juventus Turin aktiv. Pio Ferraris war zudem italienischer Nationalspieler. In zeitgenössischen Statistiken tauchen die Spieler oft als Ferraris I (Mario), Ferraris II (Alfredo) und Ferraris III (Pio) auf.
Mario Ferraris starb im Juli 1959 im Alter von 74 Jahren in Rapallo und liegt im Familiengrab auf dem Turiner Cimitero monumentale begraben.